# Ribby-with-Wrea
Ribby-with-Wrea – civil parish w Anglii, w Lancashire, w dystrykcie Fylde. W 2011 civil parish liczyła 1373 mieszkańców.